# Vịt ép hạnh nhân

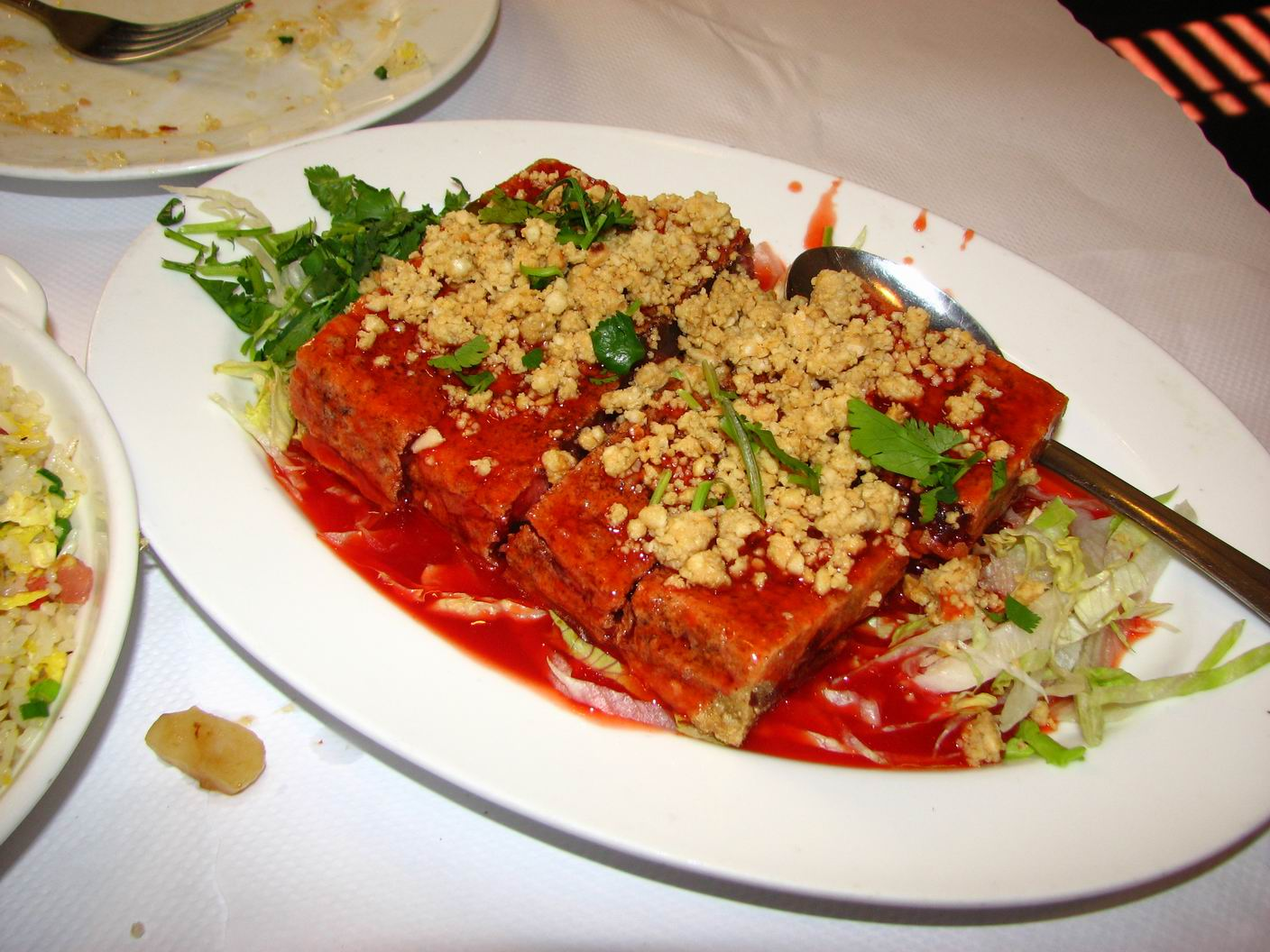
Vịt ép hạnh nhân tại Su Hong Eatery ở Palo Alto, California

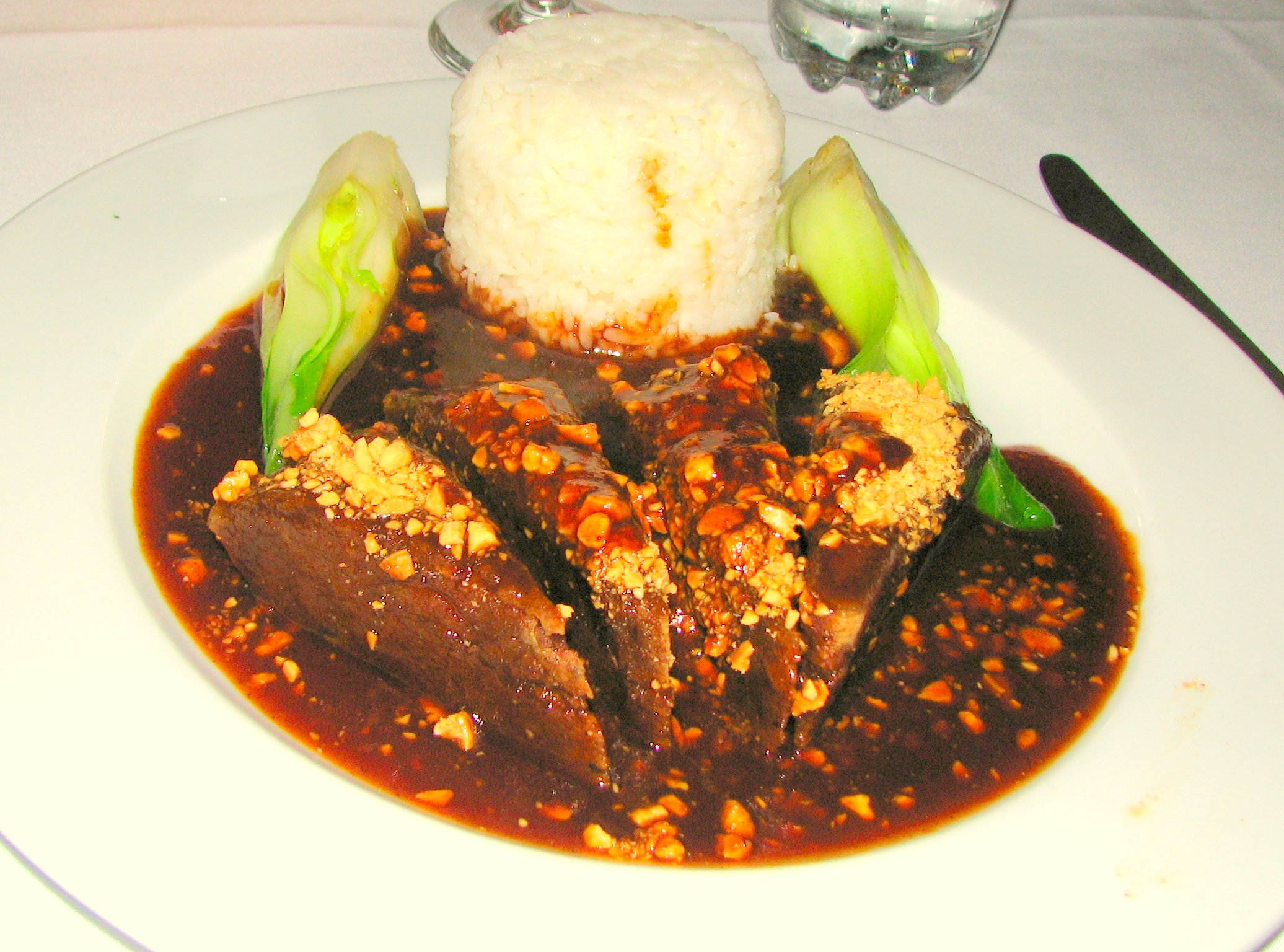
Vịt ép hạnh nhân tại nhà hàng Trader Vic's Restaurant ở Emeryville, California

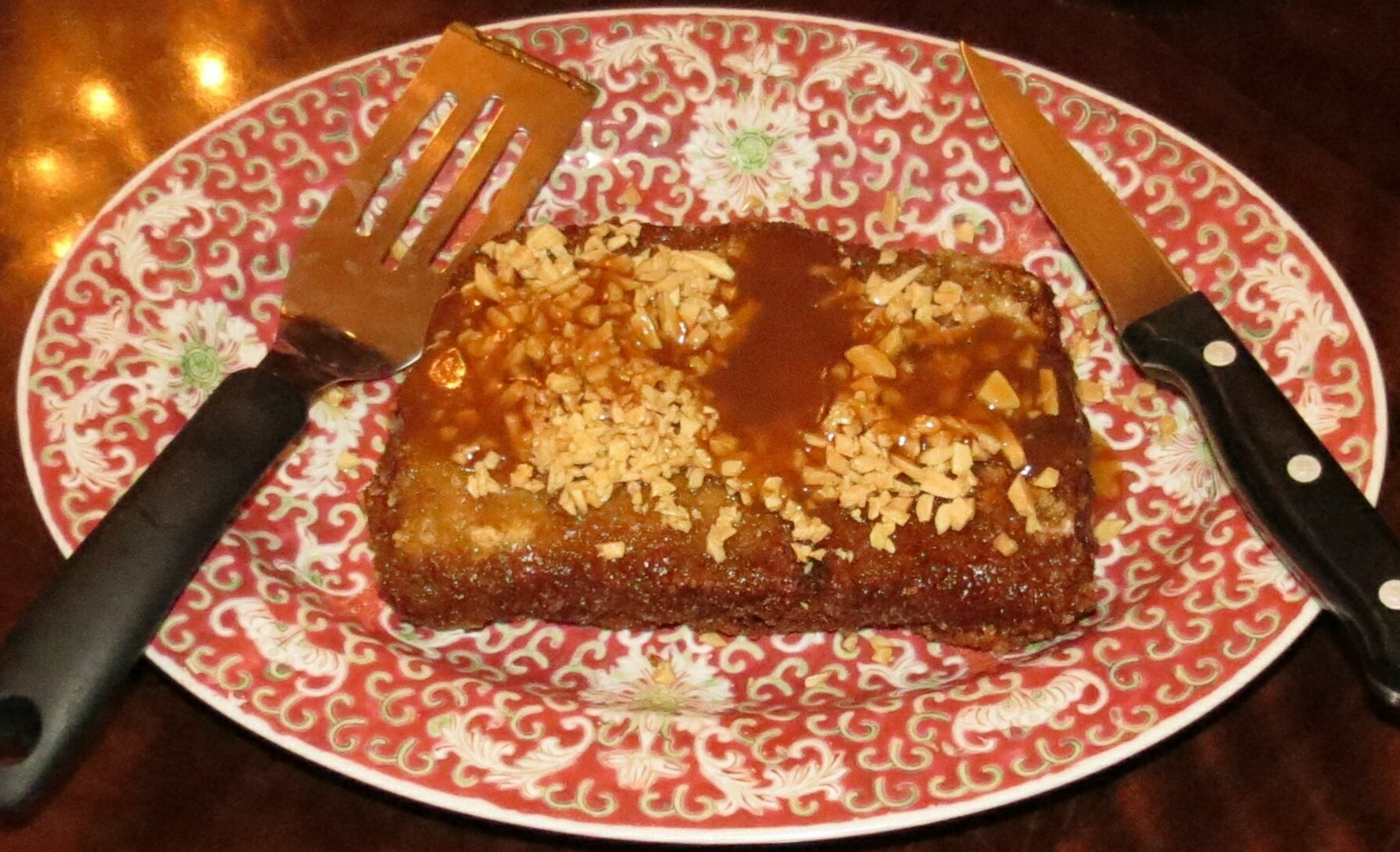
Vịt ép hạnh nhân sốt chua ngọt

Vịt ép hạnh nhân hay còn được gọi là vịt ép Quan Thoại (tiếng Trung: 窩燒鴨; bính âm: wōshāoyā; Việt bính: wo1 siu1 ngaap3), là một món ăn Quảng Đông phổ biến trong các nhà hàng Trung Quốc và Polynesia ở Hoa Kỳ vào giữa thế kỷ 20. Món ăn được chiên ngập trong dầu và phục vụ ở dạng miếng vừa phải hoặc nguyên con. Nó thường được phục vụ với nước sốt được tưới lên trên, có màu nâu và vị chua ngọt. Hạnh nhân nghiền hoặc hạnh nhân bột thường được rắc lên món ăn ngay trước khi phục vụ, và đó cũng chính là nguồn góc tên gọi của món ăn này. Việc chuẩn bị nguyên liệu có thể là một quá trình dài bao gồm một số bước trong khoảng thời gian vài ngày, khiến món ăn có vẻ ngoài tương đối đơn giản này lại trở thành một quá trình tốn nhiều công sức. Điều này giải thích cho sự biến mất ảo của nó khỏi các nhà hàng Trung Quốc ngày nay: ngày nay chỉ một số ít nhà hàng có món này trong thực đơn thông thường của họ.
Một nguồn tin nói rằng món ăn này có nguồn gốc từ phía bắc Trung Quốc và được đưa về phía nam vào thế kỷ 17 vào cuối triều đại nhà Minh bởi những người chạy trốn khỏi các nhà cai trị mới của người Mãn Châu. Có ít nhất ba biến thể chính trong phương pháp chuẩn bị món ăn, mặc dù cả hương vị và quy trình chung vẫn khá giống nhau. Trong mọi trường hợp, cả con vịt đều được tẩm gia vị và hấp hoặc ninh cho đến khi chín mềm. Thịt vịt sau đó được tẩm hương liệu và phủ một lớp bột chiên hoặc một số loại bột khác. Sau đó nó có thể được hấp lại lần thứ hai; và cuối cùng, ngay trước khi phục vụ, thịt được chiên ngập dầu cho đến khi giòn vừa. Tuy nhiên, trước khi nấu lần cuối cùng này, một số công thức yêu cầu thịt vịt (đã bỏ da) phải được xé nhỏ và sau đó nhào nặn thành miếng chả. Trong các công thức nấu ăn khác, các miếng vịt đã được rút xương được ép chặt vào nhau trong một lớp da để dự trữ; Cũng có một phương pháp nữa là ninh cẩn thận toàn bộ con vịt mà vẫn giữ được hình dáng bên ngoài. Trong công thức thứ hai, toàn bộ con vịt được chiên giòn và trước khi được bày ra bàn.